# Große Sphinx von Gizeh

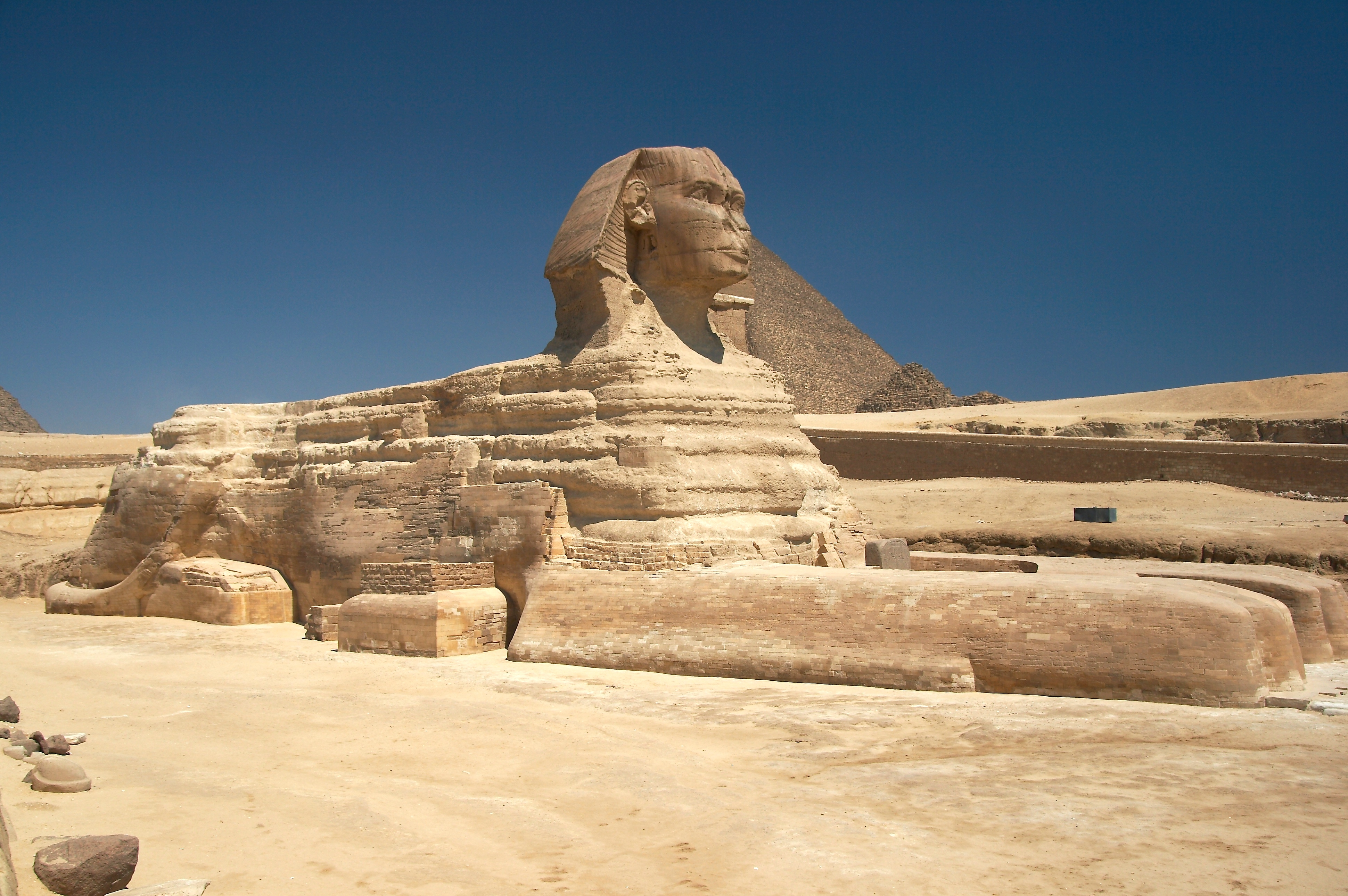
Die Große Sphinx von Gizeh, im Hintergrund die Pyramide des Cheops

Die (auch der) Große Sphinx von Gizeh in Ägypten (arabisch أبو الهول, DMG Abū l-Haul) ist die mit Abstand berühmteste und größte Sphinx. Sie stellt einen liegenden Löwen mit einem Menschenkopf dar und wurde vermutlich in der 4. Dynastie während der Herrschaft von Chephren (um 2520 bis 2494 v. Chr., nach anderen Angaben 2570 bis 2530 v. Chr.) errichtet.

## Merkmale
Die Sphinx ragt seit mehr als vier Jahrtausenden aus dem Sand der ägyptischen Wüste, wobei sie die meiste Zeit bis auf den Kopf von Sand bedeckt war, was zu ihrer Erhaltung beitrug.
Die Sphinx ist in Ost-West-Achse orientiert und besteht aus einem Menschenkopf auf einem Löwenkörper, wobei der Menschenkopf in Relation zum Löwenkörper zu klein geraten ist. Der Grund für diese Disproportion ist unbekannt. Einige Forscher vermuten, dass die Sphinx ursprünglich einen größeren Kopf hatte und der heutige Kopf eine spätere Veränderung darstellt. Als Beleg dient u. a. die Sphinx der Königin Hetepheres II. aus Abu Roasch, die als Tochter des Cheops der gleichen Zeit entstammt. Auch könnte diese Vermutung stützen, dass der Kopf weniger verwittert ist als der Körper, obwohl der im Gegensatz zum Kopf einige Zeit im Sand vergraben war. Diese These konnte jedoch nicht eindeutig bewiesen werden.
Der Kopf der Sphinx ist von einem Nemes-Kopftuch bedeckt. Die Nase ist, wie auch der Kinnbart, abgebrochen. Stücke des Bartes befinden sich heute im British Museum in London. Der Löwenkörper besteht aus Rumpf, Vorder- und Hinterbeinen sowie einem Schwanz, der sich um den Oberschenkel des rechten Hinterbeins windet. Heute ist die Sphinx etwa 73,5 m lang und ca. 20 m hoch.
Die Sphinx wurde aus dem Rest eines Kalksteinhügels gehauen, der als Steinbruch für die Cheops-Pyramide diente. Sie befindet sich dadurch in einer Mulde, die im Laufe der Zeit immer wieder von Flugsand aufgefüllt wurde, wodurch sie jahrhundertelang oft nur mit dem Kopf über den Sand ragte. Farbreste am Ohr lassen darauf schließen, dass die Figur ursprünglich farbig bemalt war, ihr Körper war dabei mit rötlicher Ockerfarbe überzogen. Neben der Sphinx wurde ein Tempel aus demselben Stein errichtet, der mit dem Taltempel der Chephren-Pyramide fast exakt in einer Linie liegt und über einen ähnlichen Aufbau verfügt. Untersuchungen des Geologen Thomas Aigner legen nahe, dass auch die Steinblöcke des Chephren-Taltempels aus demselben Gestein bestehen. Somit wären beide Tempel zur gleichen Zeit wie die Sphinx entstanden.
Nach ihrer Entstehung in der 4. Dynastie wurde die Sphinx mehrfach restauriert, beispielsweise während der 18. Dynastie. Als Datierung geht man von 1515 bzw. 1415 v. Chr. aus, was der Regierungszeit von Amenophis I., wahrscheinlicher aber Amenophis II., dem Sohn des Thutmosis III. entsprechen würde. Möglicherweise ist der disproportionale Kopf in dieser Zeit nachgearbeitet worden. Daneben wurden nachweislich Teile der Pranken restauriert.

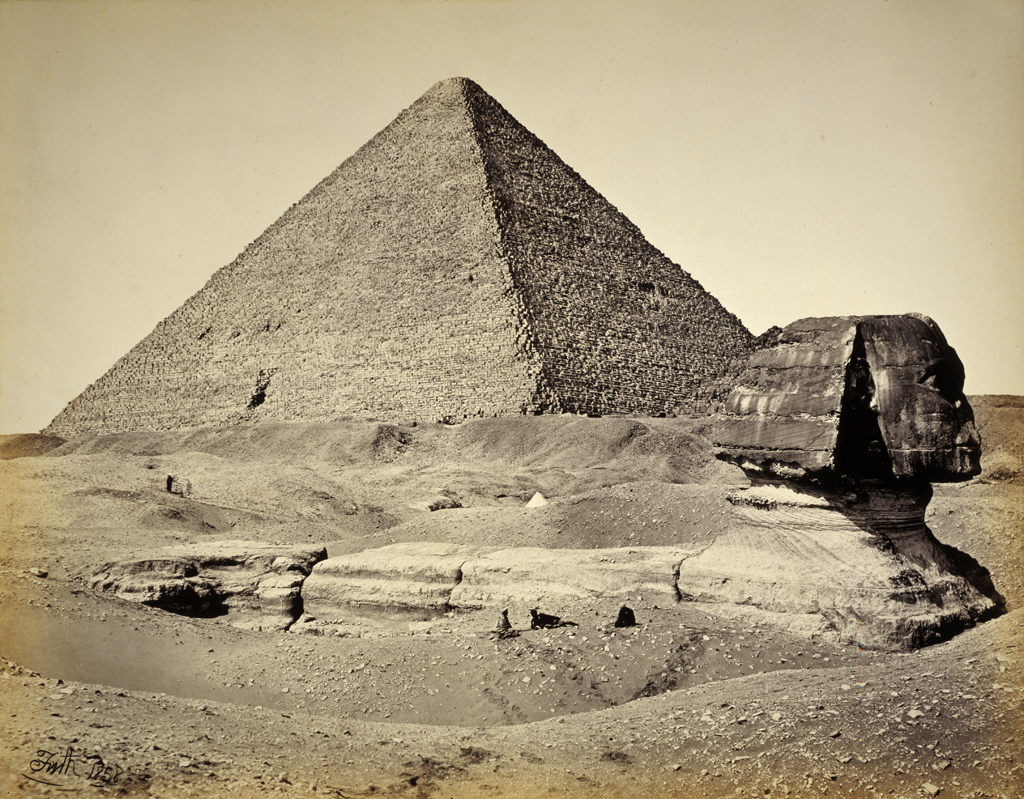
Die Sphinx unausgegraben, im Hintergrund die Cheops-Pyramide (1858)
Zustand 1929, Aufnahme von Walter Mittelholzer
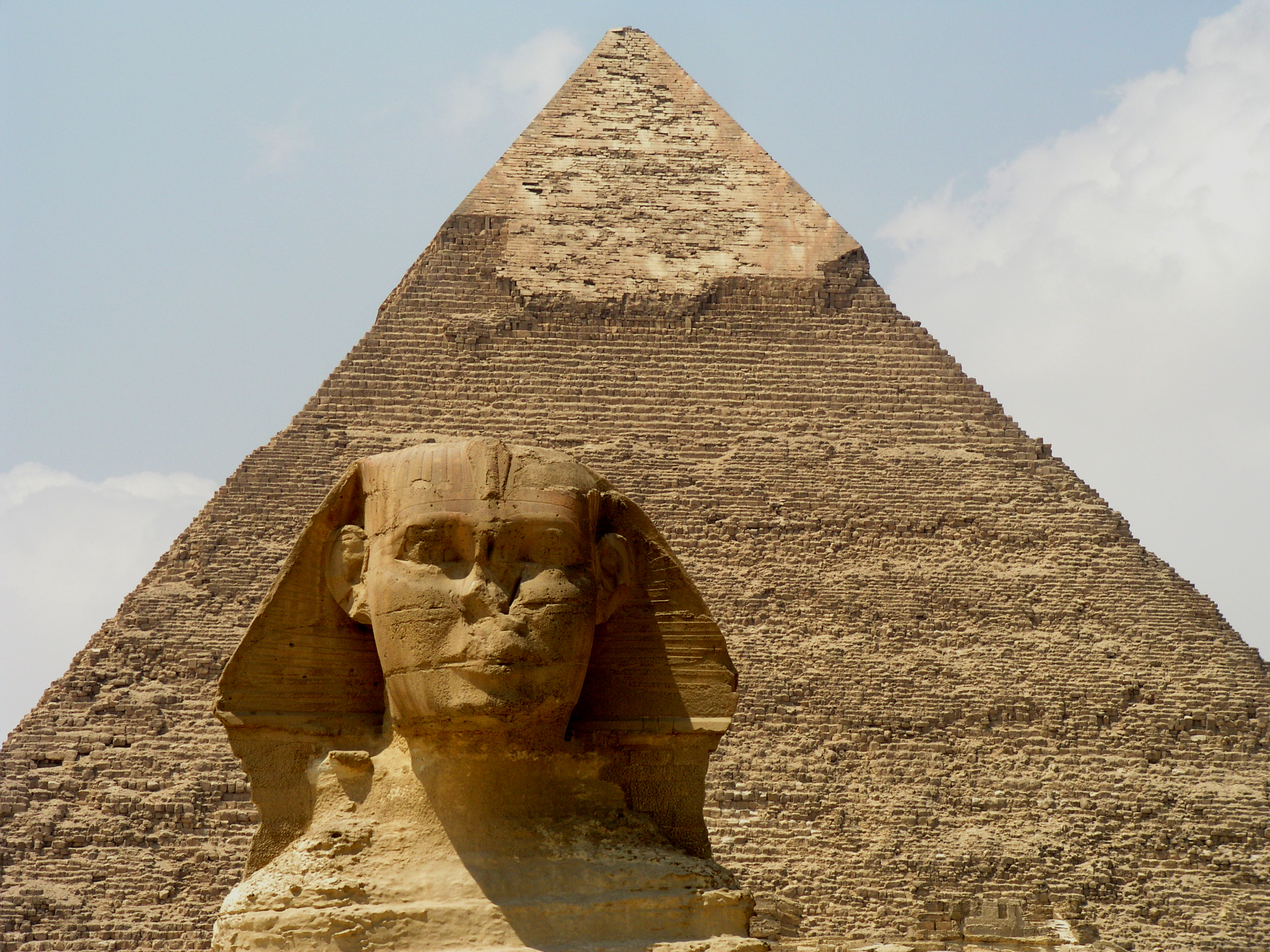
Frontansicht der Sphinx mit Chephren-Pyramide
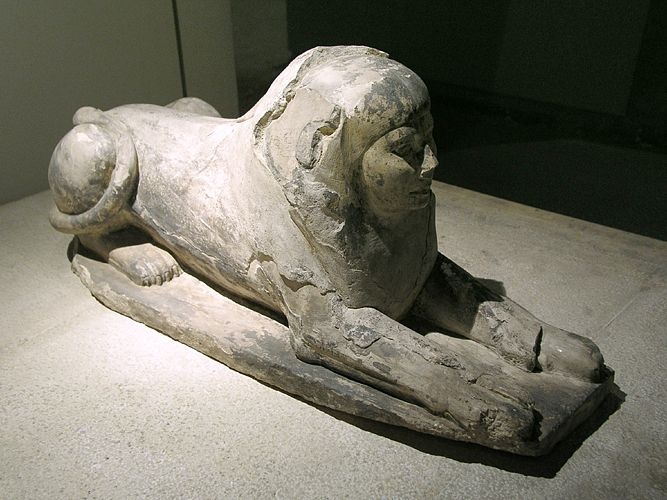
Früheste ägyptische Sphinx, Königin Hetepheres II., Tochter des Cheops und Ehefrau des Radjedef aus der 4. Dynastie (Kairo Museum).
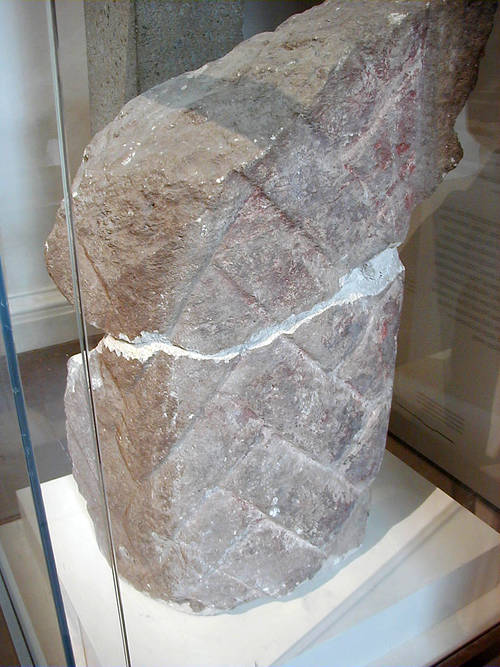
Fragment des geflochtenen Bartes (British Museum, London)

Thutmosis IV. errichtete zwischen den Pranken der Sphinx die sogenannte Traumstele, deren Inschriften aus seinem Leben und von seiner Berufung zum Pharao berichten. Eine weitere Restaurierung lässt sich in die griechisch-römische Zeit datieren und betrifft wiederum die Pranken der Sphinx. Sie könnte aus der Zeit der Ptolemäer stammen und lässt sich ebenfalls durch Ziegelsteine jener Zeit nachweisen. Auch die römischen Kaiser Mark Aurel und Septimius Severus ließen die Sphinx vom Sand befreien und säubern. 1818 wurde die Sphinx durch Giovanni Battista Caviglia erneut freigelegt. Er fand auch Fragmente des abgebrochenen Bartes. Ihm folgten Émile Baraize und später John Shae Perring, der auf der Suche nach geheimen Kammern in der unmittelbaren Umgebung der Sphinx auch diverse Bohrungen vornahm. Vier Schächte zeugen noch heute von den Versuchen, hinter das Geheimnis der Sphinx zu kommen. Einer der Schächte befindet sich hinter der Traumstele, ein zweiter auf dem Rücken der Sphinx. Zwei weitere führen von der Seite unter die Sphinx. Alle Schächte verlaufen ins Leere.
Die vorletzte Restaurierung der Sphinx wurde im 19. Jahrhundert zur Zeit von Auguste Mariette und Gaston Maspero durchgeführt. Dabei wurde der Hals mit Mörtel verstärkt, da der Kopf abzubrechen drohte. Ein weiterer Riss zog sich durch den Körper, der mit Stein aufgefüllt und mit Mörtel verschlossen wurde. Obwohl die Nutzung von Mörtel und Beton stark kritisiert wurde, hat sie dennoch die Sphinx in ihrer heutigen Form erhalten. Des Weiteren ließ Mariette eine Statue des Chephren vom unteren Taltempel in das von ihm neu gegründete Ägyptische Museum in Kairo abtransportieren, wo sie den Ägyptern erstmals ihre großartige Vergangenheit vor Augen führte. Die letzte Restaurierung fand 1998 unter Leitung von Zahi Hawass statt und endete am 25. Mai 1998 mit der feierlichen Einweihung der rundum erneuerten Sphinx.

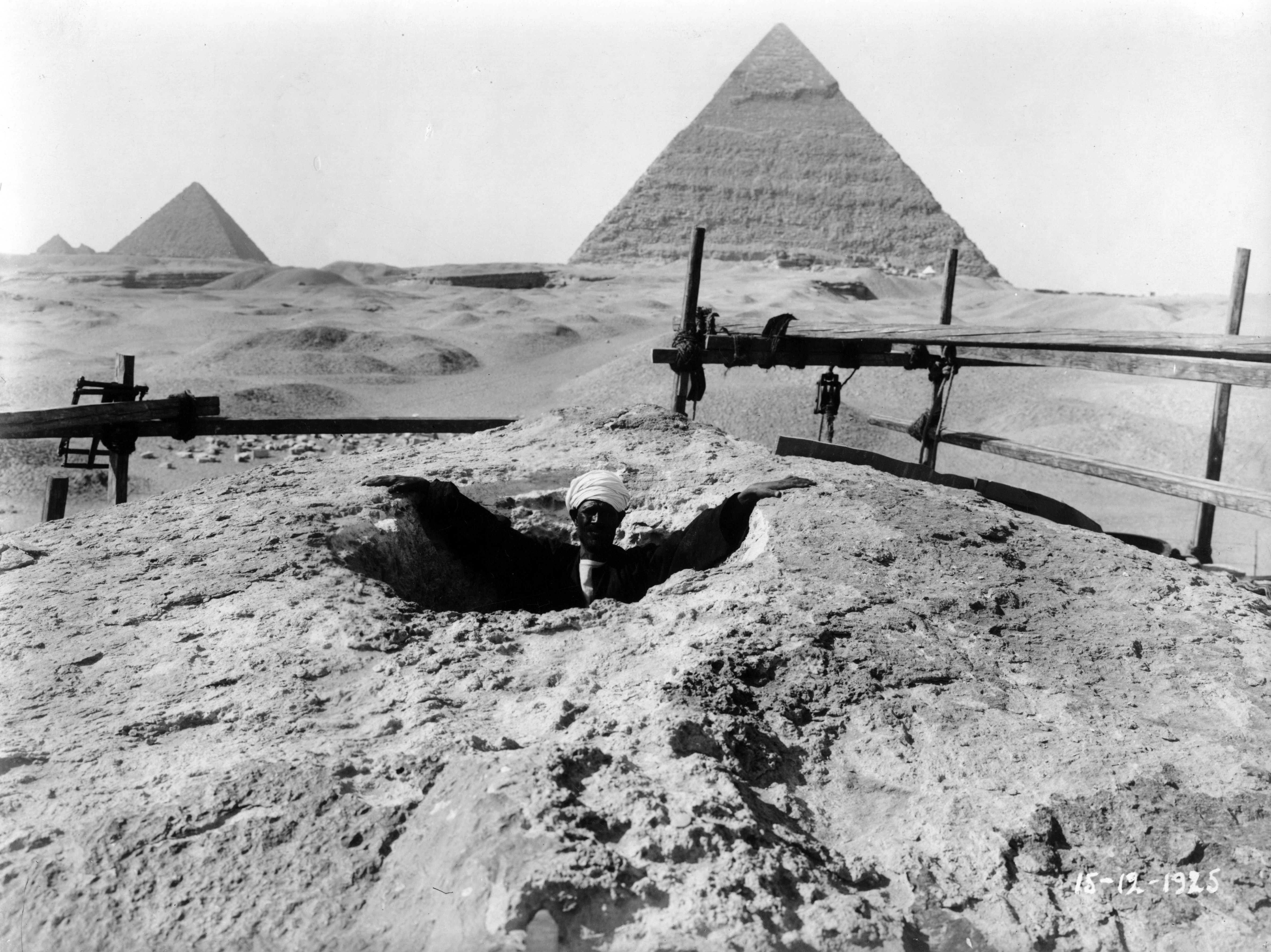
Loch im Kopf der Sphinx

Der stärker als der Kopf verwitterte Zustand des Rumpfes ist bedingt durch Feuchteschäden infolge des früher deutlich regenreicheren Klimas Ägyptens. Außerdem war die Sphinx – wie schon Thutmosis IV. auf seiner Traumstele festhält – immer wieder längere Zeit von Sand bedeckt, nur der Kopf schaute heraus.
Auf der Oberseite des Kopfes der Sphinx befindet sich ein etwa eineinhalb Meter tiefes Loch. Schon im späten 16. Jahrhundert berichtete Johann Helffrich, dass Priester den Kopf der Sphinx betraten. Émile Baraize schloss das Loch während Restaurierungsarbeiten im Jahre 1926 mit einer eisernen Klapptür.

## Maße
Die Länge der Sphinx beträgt rund 73,5 Meter, wovon 15 Meter auf die ausgestreckten Vorderbeine entfallen. Das Gesicht der Sphinx ist 4 Meter breit, der Kopf mit Kopftuch 6 Meter. Die Gesamthöhe beträgt 20,2 Meter.

## Funktion
Wozu die Sphinx diente, ist bis heute unbekannt. In der Ägyptologie sind verschiedene Meinungen vertreten. Möglicherweise sollte sie das Plateau von Gizeh bewachen. Herbert Ricke meinte, dass die Statue zum Sonnenkult gehörte und Harmachis darstellt, eine lokale Form des Himmelsgottes Horus. Vielleicht ist die Statue aber auch ein Abbild des als Horus dargestellten Pharaos Chephren oder des Cheops. Mark Lehner, der von 1979 bis 1983 an der Sphinx geforscht hat, vermutet wie andere Chephren als Erbauer. Rainer Stadelmann bevorzugte dagegen den König Cheops. Mit modernsten Methoden wurden in den vergangenen Jahren andere Abbildungen und Statuen dieser beiden Pharaonen mit dem Kopf der Sphinx verglichen. Eine eindeutige und zweifelsfreie Zuordnung war jedoch bisher nicht möglich.

## Aufbau

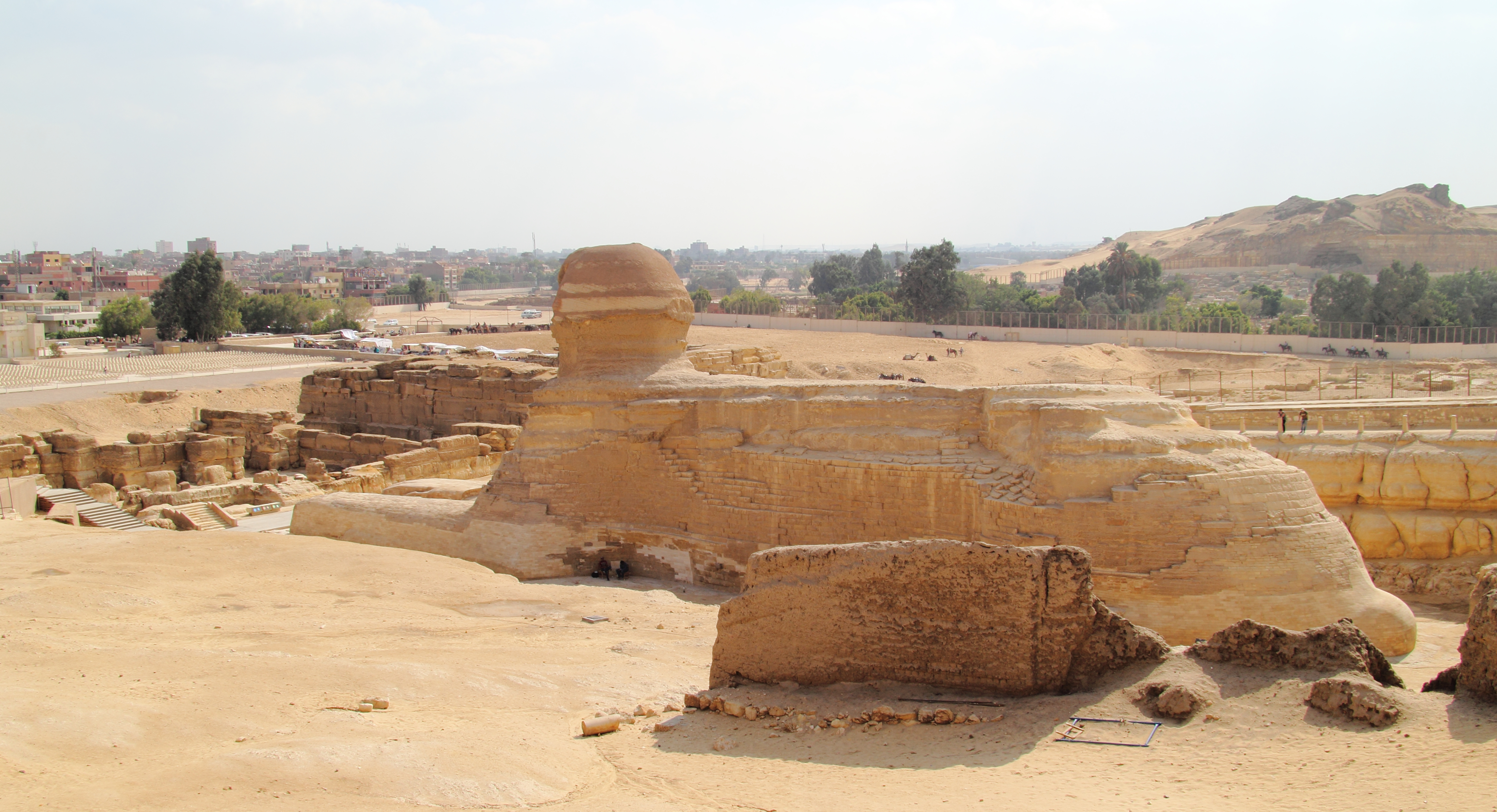
Sphinx von hinten

Dass der Kopf der Sphinx erst später auf den Löwenkörper gesetzt worden sei, ist wissenschaftlich widerlegt. Die deutlichen Farbunterschiede rühren von den verschiedenen Gesteinsschichten her. Der Geologe Thomas Aigner identifizierte die Steine, die für den Sphinx-Tempel verwendet wurden, mit einer Lage, die sich in Brusthöhe des Kolosses befindet. Für den Taltempel des Chephren verwendete man Blöcke, die aus dem oberen Teil der Sphinx stammen. Nach Meinung der Forscher wurde der Kopf im Laufe der Zeit mehrmals überarbeitet.

## Untergrund
Durch Suchbohrungen in dem Gesteinsuntergrund wurde auch der Vermutung nachgegangen, es gäbe unter der Statue bisher unentdeckte Anlagen. Dabei konnten jedoch keinerlei künstlich erschaffene Hohlräume entdeckt werden. Da bei einer dieser meißelnden Erkundungsbohrungen die Sphinx erheblich beschädigt zu werden drohte, wurden weitere Aktivitäten dieser Art von der ägyptischen Altertumsbehörde (SCA) untersagt.

## Ausgrabung
Im Laufe der Zeit wurde die Sphinx mehrmals von Sand befreit – so von Thutmosis IV., der daraufhin die sogenannte Traumstele zwischen den vorderen Pranken aufstellen ließ. Weitere Säuberungen erfolgten unter den römischen Kaisern Marcus Aurelius (161–180) und Septimius Severus (193–211).
In der Neuzeit war Giovanni Battista Caviglia der erste, der die Sphinx 1816–1818 weitgehend freigelegt hatte, als er nach einem Eingang suchte. Dabei fand er unter anderem Fragmente des Bartes, die heute im British Museum ausgestellt sind. Weitere Ausgrabungen erfolgten durch den Engländer John Perring, der auf der Suche nach geheimen Kammern in der Umgebung diverse Bohrungen vornahm. Ihm folgte der französische Ingenieur Émile Baraize, der die Sphinx in den Jahren 1925 bis 1926 bis zum Steinsockel freilegte und verwitterte Teile mit Kalkstein und Mörtel sicherte. Ein Jahrzehnt nach Émile Baraize grub der ägyptische Archäologe Selim Hassan eine die Sphinx umgebende Lehmmauer aus und fand einen Ziegel mit der Aufschrift „Thutmosis IV.“.

## Abgeschlagene Nase
Der aus Bagdad stammende arabische Historiker und Arzt Abd al-Latif al-Baghdadi (1161–1231) beschrieb die Große Sphinx und ihre prächtige Nase im 13. Jahrhundert. Im Mittelalter wurde die Sphinx von Teilen der Bevölkerung noch immer als Gott verehrt, strenggläubige Muslime verabscheuten diesen Kult. In arabischer Zeit bekam die Sphinx den Namen أبو الهول / Abū l-Haul, was so viel wie „Vater des Schreckens“ bedeutet. In einem seiner Bücher berichtet der arabische Historiker Al-Maqrīzī (1364–1442), dass der strenggläubige Scheich eines Kairoer Sufi-Klosters, Mohammed Saim el-Dar (Muhammad Şā’im ad-Dahr, deutsch: „Jemand, der die ganze Zeit fastet“), als fanatischer Bilderstürmer die Nase der Sphinx 1378 abschlug und danach von der aufgebrachten Menge umgebracht wurde.
Der dänische Künstler Frederick Ludewick Norden (1708–1742) fertigte 1738 im Auftrag seines Königs Christian VI. Kupferstiche verschiedener ägyptischer Bauten an. Darunter befand sich einer mit der verschütteten Sphinx (Tête colossale du Sphinx), der ebenfalls den Kopf ohne Nase zeigt (1755 in französischer Sprache veröffentlicht).
Das Gerücht, dass entweder Soldaten von Napoleon Bonaparte oder solche des Osmanischen Reichs bei Artillerieübungen die Nase zerstört haben sollen, ist damit als falsch erwiesen. Napoleon war ein Enthusiast Ägyptens, er bezeichnete das Land als die „Wiege der Wissenschaften und Künste der gesamten Menschheit“ (l’Égypte – le berceau de la science et des arts de toute l’humanité). Die mit ihm ins Land gekommenen Wissenschaftler zeichneten die Sphinx ebenfalls ohne Nase.
Eine bekannte scherzhafte Erklärung der fehlenden Nase liefert der Asterix-Band Asterix und Kleopatra. Dort steigt Obelix auf die Sphinx, und die Nase bricht unter seinem Gewicht ab.

## Trivia
Ein Foto der großen Sphinx von Gizeh ziert das Cover des Kiss-Albums Hot in the Shade, allerdings mit einer montierten, schwarzen Sonnenbrille (engl.: Shades).

## Filme
- Im Zeichen der Sphinx, ZDF-Dokumentation, 2018

## Dokumentationen
- Mythen und Monster – Sphinx. (Originaltitel: Mhytical Beasts.) TV-Dokumentation von Dan Altrdge-Neil, USA / GB / Italien 2018, deutsche Synchronfassung, ZDF 2020.